# Tumore primario
Un tumore primario è un tumore che cresce e si sviluppa nel sito anatomico che originariamente ospitava i primi cloni di cellule tumorali, non visibili macroscopicamente. Un tumore benigno è destinato a rimanere tumore primario (perché circondato da una capsula fibrosa che gli impedisce di intravasare); un tumore maligno può metastatizzare e diffondersi attraverso altre regioni del corpo. Questi tumori saranno definiti secondari.
La maggior parte dei tumori viene denominata in relazione al sito anatomico del tumore primario. Ad esempio, il carcinoma mammario e il carcinoma polmonare sono caratterizzati da tumori primari che sorgono nel parenchima dei rispettivi visceri. I tumori ad origine primaria sconosciuta sono patologie che posseggono tumori secondari ad ubicazione conosciuta, a differenza delle loro masse primarie.

## Teoria "seed and soil"
Nel 1889 Stephen Paget rimarcò lo stesso principio nelle lesioni tumorali e formulò la cosiddetta teoria "seed and soil" (seme e terreno). Egli paragonò la cellula tumorale metastatica circolante ad un seme (seed) che riusciva a crescere preferenzialmente soltanto in particolari terreni (soil): il microambiente del tumore contenuto nell'organo metastatizzato. Così egli trovava ragione alla comparsa in sedi specifiche delle metastasi e alla loro somiglianza col tumore primario.